# Clemens Busch
Clemens August Busch (n. 10 mai 1834, Köln, Regatul Prusiei – d. 25 noiembrie 1895, Berna, Elveția) a fost un diplomat german, orientalist de specialitate, subsecretar de stat la Oficiul de afaceri externe al Germaniei și, în această calitate, șef al diplomației germane pentru o foarte scurtă perioadă, între 25 iunie - 16 iulie 1881.
În anii 1885 - 1888 a condus legația Germaniei la București.
Dr. Klemens August Busch s-a născut la Köln într-o familie catolică germană, ca fiu al capelmaistrului Johann Michael Busch și al lui Barbara născută Philippart.
A studiat dreptul, științele politice și limbile orientale la universitățile din Bonn și Berlin.
Din 1861 a fost trimis la perfecționare la Serviciul de traducători (dragomanat) de pe lângă
Legația Prusiei la Constantinopol. În 1872 a fost numit consilier și consul la legația germană la Sankt Petersburg, iar în 1874 a fost rechemat pentru a îndeplini funcția de consilier la secția politică a Oficiului de afaceri externe al Imperiului German. 
În 1875 s-a căsătorit la Berlin cu Margarethe Bendemann-Friedländer, văduva fostului consul german la Constantinopol, Justus Friedländer (strănepotul lui David Friedländer), pe al căror copil, Fritz, l-a adoptat.
Trimis iarăși în 1877 la legația din Istanbul, în 1878 a fost rechemat la Berlin pentru a face parte din echipa cancelarului Otto von Bismarck la lucrările Congresului de la Berlin. După ce a îndeplinit pentru scurtă vreme funcția de consul general la Budapesta, și pe cea de șef al secției orientale de la oficiul de afaceri externe, la 25 iunie 1881 i-a urmat lui Friedrich zu Limburg-Stirum în funcția nou creată de subsecretar de stat al Oficiului de afaceri externe. La 16 iulie a fost înlocuit cu fostul ambasador la Constantinopol, Paul von Hatzfeld zu Trachtenberg.
În această perioadă Curia episcopală l-a însărcinat pe Busch cu misiunea confidențială a ameliorării relațiilor dintre stat și biserica catolică, ce se înrăutățiseră în urma politicii de Kulturkampf a lui Bismarck.
În 1884-1885 Clemens Busch a făcut parte din delegația germană la „Kongokonferenz” , conferința de la Berlin pentru împărțirea sferelor de influență în Africa. Ca reprezentant al cancelarului Bismarck a prezidat conferința și a semnat actul final la 26 februarie 1885. Membru al Consiliului de Stat din 1884, intre 1885-1888 Busch a fost legatul Germaniei la București, apoi între 1888 - 1892 la Stockholm și din 1892 până în ziua morții în 1895 a reprezentat țara sa la Berna.
A avut 4 copii: doi băieti (Clemens și Ernst ) și două fete (una din ele Beate), precum și un fiu adoptiv - Felix Busch, născut Friedländer, din prima căsătorie a soției. 
Cumnata sa, Lida Bendemann, a fost soția laureatului premiului Nobel, Adolph von Baeyer. 